# Joshua Zirkzee
Joshua Orobosa Zirkzee (* 22. Mai 2001 in Schiedam, Niederlande) ist ein niederländischer Fußballspieler. Der Stürmer verließ sein Heimatland bereits als 16-Jähriger und wechselte zum FC Bayern München, bei dem er zu einigen Einsätzen für die erste Mannschaft kam. Mangels Spielpraxis war er vom FC Bayern München nach Italien und Belgien verliehen worden und spielte vom Sommer 2022 an zwei Jahre beim italienischen Erstligisten FC Bologna. Seit Juli 2024 steht Zirkzee bei Manchester United unter Vertrag. 
Nach zahlreichen Länderspielen für die Junioren-Nationalmannschaften der Niederlande ist er darüber hinaus derzeit Spieler der A-Nationalmannschaft.

## Herkunft und Familie
Joshua Zirkzee wurde in Schiedam geboren, einer Stadt mit knapp 80.000 Einwohnern, die unmittelbar westlich an Rotterdam grenzt. Sein Vater ist Niederländer, seine Mutter stammt aus Nigeria. Als Joshua drei Jahre alt war, zog die Familie nach Spijkenisse, wenige Kilometer südwestlich gelegen und von der Einwohnerzahl her vergleichbar mit Schiedam. Sein vier Jahre jüngerer Bruder Jordan ist ebenfalls Fußballspieler und spielt als offensiver Mittelfeldspieler in der Jugend von Bayer Leverkusen.

## Sportliche Laufbahn

### Vereine

#### Anfänge in den Niederlanden
Bereits in seinem vierten Lebensjahr begann Joshua Zirkzee bei der VV Hekelingen mit dem Vereinsfußball, einem kleinen Amateurverein im Süden von Spijkenisse. Sein Vater erkannte jedoch, dass sein Sohn auf Dauer dort unterfordert war und suchte daher einen neuen Club. Diesen fand er mit der Rooms Katholieke Sport Vereniging Spartaan 1920, kurz Spartaan ‘20, einem Verein im Süden Rotterdams mit einem guten Namen in der Region und rund zehn Kilometer von Joshuas bisheriger Wirkungsstätte entfernt. Dort blieb er drei Jahre, bevor er, nunmehr 12 Jahre alt, in die Jugend des Erstligisten ADO Den Haag kam, knapp 30 Kilometer von Rotterdam entfernt. Auch hier blieb er drei Jahre und kehrte 2016 nach Rotterdam zurück, nun aber zu Feyenoord, einem der drei großen Vereine in den Niederlanden neben Ajax Amsterdam und PSV Eindhoven. Dort spielte er zunächst in der U16-Mannschaft, kam aber als 15-Jähriger bereits zu einigen Einsätzen in den höchsten Spielklassen der B-Junioren und sogar der A-Junioren. Lange blieb er jedoch nicht bei Feyenoord, denn auch außerhalb der Niederlande war man auf den schnellen und hochgewachsenen Offensivspieler aufmerksam geworden. Mehrere namhafte Vereine zeigten Interesse an einer Verpflichtung; Zirkzee nahm sogar, sehr zum Verdruss von Feyenoord, beim FC Everton das Training auf und spielte für die Engländer ohne Genehmigung von Feyenoord bei einem Jugendturnier. Letztlich entschied sich Zirkzee dann aber doch gegen einen Wechsel auf die Insel, stattdessen unterschrieb er Ende August 2017 beim FC Bayern München. Mehrere Male hatten die Verantwortlichen des FC Bayern den Offensivspieler in Rotterdam beobachtet und sich trotz einer gewissen Skepsis aufgrund Zirkzees Hang zur Bequemlichkeit für eine Verpflichtung entschieden.

#### Von Rotterdam nach München
Nachdem Zirkzee mehrere Wochen auf die Spielgenehmigung hatte warten müssen, bestritt er am 29. Oktober 2017 sein erstes Punktspiel für die U17 des FC Bayern in der B-Junioren-Bundesliga Süd/Südwest unter Trainer Holger Seitz. Zum 9:0-Sieg gegen den in der Liga überforderten Aufsteiger SV Elversberg steuerte er ein Tor bei. Am Saisonende hatte er in 16 Ligaspielen 15 Tore erzielt und so maßgeblich zum Gewinn der süddeutschen Meisterschaft beigetragen. Es folgte die Endrunde um die deutsche B-Junioren-Meisterschaft, bei der zwei Siege gegen RB Leipzig für den Einzug ins Finale gegen Borussia Dortmund sorgten. Auf eigenem Platz endete dies für Zirkzee mit einem Tor und einem Platzverweis nach einer Tätlichkeit und für die Mannschaft mit einer 2:3-Niederlage. Im Saisonverlauf war er zudem zu zwei Kurzeinsätzen für die U19 in der A-Junioren-Bundesliga gekommen.
Nach den guten Leistungen für die U17 durfte der inzwischen 17-jährige Zirkzee dann unter dem neuen Trainer Niko Kovač mit der Profimannschaft einen Teil der Saisonvorbereitung inklusive einer USA-Tour bestreiten. Er kam zu drei Kurzeinsätzen und erzielte dabei gegen Paris Saint-Germain ein Tor. Den Ligaalltag bestritt er jedoch mit der U19, der A-Junioren-Mannschaft, trainiert von Sebastian Hoeneß, musste aber bei den ersten vier Spielen aufgrund einer Sperre nach der roten Karte im B-Jugend-Finale zuschauen. Im Zeitraum von September 2018 bis März 2019 kam er für die A-Junioren des FC Bayern zu 22 Pflichtspieleinsätzen und erzielte dabei 18 Tore. Nachdem Zirkzee für die Amateurmannschaft bereits im Herbst zu zwei Kurzeinsätzen in der viertklassigen Regionalliga Bayern gekommen war und im Januar für die Amateure beim Premier League International Cup, einem Turnier in England, bei dem englische und kontinentaleuropäische U23-Mannschaften aufeinandertreffen, ein Spiel über die volle Spielzeit bestritten hatte, wurde er im Frühjahr ganz in diese Mannschaft übernommen. Dort traf er wieder auf Holger Seitz, der ihn im Jahr zuvor noch bei der U17 trainiert hatte. In den verbleibenden Spielen der Rückrunde der Regionalliga Bayern kam er zu acht Einsätzen, bei denen er vier Tore erzielte, drei davon bei seinem Regionalliga-Startelfdebüt, einem 5:1 gegen den SV Schalding-Heining. Nach einem Platzverweis beim Spiel in Aschaffenburg musste der bisweilen unbeherrschte Niederländer allerdings wieder pausieren, diesmal für drei Spiele. Mit der Mannschaft gelang ihm die Meisterschaft in der Regionalliga Bayern und in den folgenden Aufstiegsspielen gegen die Zweitvertretung des VfL Wolfsburg der Aufstieg in die 3. Liga. Beim entscheidenden Rückspiel wurde er jedoch erst in der Nachspielzeit eingewechselt. Zudem gewann er mit den Bayern-Amateuren im Mai 2019 den Premier League International Cup durch ein 2:0 im Finale gegen Dinamo Zagreb.

#### Plötzlich im Rampenlicht
In der 3. Liga zählte Zirkzee anfangs meist zur Startelf, fand sich im weiteren Saisonverlauf jedoch auch oft auf der Ersatzbank wieder. Im September 2019 wurde sein Vertrag bis Juni 2023 verlängert. Beim Heimspiel der Profimannschaft gegen den 1. FC Köln am 21. September 2019 saß er auf der Auswechselbank. Unter Hansi Flick, dem neuen Cheftrainer der ersten Mannschaft, trainierte Zirkzee ab Mitte November 2019 gemeinsam mit seinen drei Mannschaftskameraden Oliver Batista-Meier, Leon Dajaku und Sarpreet Singh mit dem Profikader, spielte aber weiterhin meist bei den Amateuren oder in der A-Jugend. Beim letzten Champions-League-Gruppenspiel am 11. Dezember gegen Tottenham Hotspur wurde er in der Schlussphase des Spiels eingewechselt, ebenso eine Woche später beim Bundesliga-Auswärtsspiel in Freiburg. In jenem Spiel erzielte er in der Nachspielzeit mit seinem ersten Bundesliga-Ballkontakt das Tor zum 2:1 für den FC Bayern (Endstand 3:1). Drei Tage später, beim 2:0-Heimsieg gegen den VfL Wolfsburg, war er abermals als Joker mit seinem ersten Ballkontakt erfolgreich. Im neuen Jahr saß er bei den Profis meist auf der Bank und wurde lediglich zweimal in der Schlussphase eingewechselt. Ansonsten spielte er für die Amateure in der 3. Liga und kam dort zu seinen ersten beiden Treffern, nachdem er in der Vorrunde noch regelmäßig das Tor verfehlt hatte. Nachdem sich Robert Lewandowski Ende Februar verletzt hatte, zu jenem Zeitpunkt mit 25 Toren in 23 Bundesligaspielen Topstürmer der Profimannschaft, stand Zirkzee bei den beiden folgenden Bundesligaspielen jeweils in der Startelf und erzielte beim 6:0-Auswärtssieg gegen die TSG Hoffenheim sein drittes Saisontor für die Profimannschaft. Wenige Tage später wurde der Spielbetrieb aufgrund der sich ausbreitenden Coronavirus-Pandemie vorläufig eingestellt. Zu jenem Zeitpunkt belief sich die Saisonbilanz des 18-Jährigen auf drei Tore in acht Pflichtspieleinsätzen für die Profimannschaft, zwei Tore in 16 Drittligaspielen für die Amateure sowie wettbewerbsübergreifend sechs Tore bei sechs Einsätzen für die A-Junioren.

#### Von der Ersatzbank per Leihe nach Italien und Belgien
Ab Mai wurde der Spielbetrieb sowohl bei den Profis als auch bei den Bayern-Amateuren mit Geisterspielen wieder aufgenommen, die Saison im A-Jugend-Bereich wurde nicht fortgesetzt. Nach der Spielpause kam Zirkzee zu einzelnen Einsätzen für die Bundesliga-Mannschaft, meist von der Ersatzbank aus, für die Amateure spielte er erst wieder im September. Bei den großen Partien der Profimannschaft wie dem DFB-Pokal-Endspiel gegen Leverkusen oder dem Champions-League-Finalturnier in Lissabon kam der junge Niederländer jedoch nicht zum Einsatz.
Auch in der im September begonnenen Saison 2020/21 fand sich Zirkzee meist auf der Ersatzbank oder bei den Amateuren wieder, zumal der FC Bayern für die Rolle des Vertreters des im Sturm unumstrittenen Robert Lewandowski im Oktober zusätzlich den erfahrenen Eric Maxim Choupo-Moting von Paris Saint-Germain verpflichtet hatte. Nicht ganz zufrieden mit der Entwicklung Zirkzees zeigte sich Trainer Hansi Flick und auch Zirkzee selbst nannte in einem Interview mit einer niederländischen Zeitung eine Leihe zu einem anderen Verein als mögliche Option im Winter, um mehr Spielpraxis zu bekommen.
Letztendlich erhielt der italienische Erstligist Parma Calcio im Februar 2021 den Zuschlag und lieh den Niederländer bis zum Saisonende aus mit Option auf eine Festverpflichtung. Das Team befand sich zu diesem Zeitpunkt auf dem vorletzten Rang und hatte die mit Abstand wenigsten Tore erzielt. Zirkzee kam dort unter Trainer Roberto D’Aversa jedoch nicht über die Rolle des Einwechselspielers hinaus, bestritt nur vier Einsätze, zuletzt am 19. März 2021, und fiel anschließend bis zum Saisonende verletzt aus. Parma stieg als Tabellenletzter in die Serie B ab.
Im Sommer 2021 kehrte Zirkzee zunächst zum FC Bayern zurück und bestritt dort unter dem neuen Trainer Julian Nagelsmann die Saisonvorbereitung nebst einiger Testspiele. Gleichwohl hatte sich die Situation in der Offensive des FC Bayern gegenüber dem Vorjahr nicht verändert, sodass der Niederländer Anfang August zwecks Erlangung von Spielpraxis erneut verliehen wurde. Bis zum Ende der Saison 2021/22 war Zirkzee an den belgischen Rekordmeister RSC Anderlecht ausgeliehen, in der Vorsaison Vierter der Meisterschafts-Playoffs.
Bei Anderlecht hatte er sich nach wenigen Wochen einen Stammplatz im Sturmzentrum erobert und traf regelmäßig, leistete darüber hinaus auch mehrere Torvorlagen. Mit der Mannschaft scheiterte er auf europäischer Ebene im Rahmen der Qualifikation zur UEFA Europa Conference League früh an Vitesse Arnheim, im nationalen Pokalwettbewerb erreichte er mit seinem Team das Endspiel. Dieses wurde gegen Gent, Fünfter der Liga, im Elfmeterschießen verloren. Zirkzee war zu diesem Zeitpunkt aber bereits ausgewechselt gewesen. In der Liga belegte Anderlecht nach der regulären Saison den dritten Platz und qualifizierte sich damit für die Meisterschaftsrunde. Diese schloss der Verein auf Platz 3 ab und erreichte somit die 3. Qualifikationsrunde zur Conference League.
Insgesamt bestritt Zirkzee alle 38 möglichen Ligaspiele, alle sechs Pokalspiele sowie drei von vier Qualifikationsspielen zur Conference League. Mit seinen 16 Toren in den Ligaspielen erreichte Zirkzee Platz 6 in der ligainternen Torschützenwertung „Goldener Bulle“, beispielsweise hinter dem Torschützenkönig Deniz Undav oder dem Schweizer Michael Frey. Der Ex-Spieler und Trainer Anderlechts, Vincent Kompany, ließ häufig mit einer Doppelsturmspitze spielen, in der dem Niederländer wechselnde Partner wie Christian Kouamé und Francis Amuzu zur Seite gestellt wurden. Dieser verdiente sich im Saisonverlauf 31 Scorerpunkte und war so Anderlechts effektivster Offensivspieler. Beim 2:1 gegen Cercle Brügge und beim 2:2 gegen Oud-Heverlee Leuven schoss Zirkzee jeweils beide Tore selbst und auch in den Duellen mit Zulte Waregem (zwei Torbeteiligungen) oder dem KV Mechelen (einziger Treffer des Spiels) bewies er seine Wichtigkeit für die Mannschaft.

#### Kurze Rückkehr und erneut nach Italien
Zur Sommervorbereitung 2022 kehrte der Niederländer erneut zum FC Bayern zurück. Diesen hatte mittlerweile der über mehrere Jahre beste Torschütze Robert Lewandowski verlassen, woraufhin der erfahrene Sadio Mané sowie der Perspektivspieler Mathys Tel für den Angriff verpflichtet wurden. Im August verständigte sich der FC Bayern mit dem Spieler, der bis dahin in fünf Pflichtspielen nicht eingesetzt wurde, über einen Wechsel in die italienische Serie A zum FC Bologna. Der bis zum 30. Juni 2026 gültige Vertrag beinhaltet eine Rückholoption.
In Bologna lief es für Zirkzee zunächst ähnlich wie seinerzeit in Parma. Auch beim Tabellendreizehnten der Vorsaison aus der Emilia-Romagna zählte er nur selten zur Startelf und kam oftmals gar nicht zum Einsatz. Sein einziges Pflichtspiel über 90 Minuten war bis zur Winterpause das Auswärtsspiel bei der SSC Neapel, als der etatmäßige Mittelstürmer des FC Bologna, der österreichische Rekordnationalspieler Marko Arnautović, verletzungsbedingt pausieren musste. Zirkzee gelang bei diesem Spiel mit dem 1:0-Führungstreffer sein erstes Pflichtspieltor für Bologna, die Partie ging aber letztlich mit 2:3 verloren. Der Niederländer erhielt im weiteren Saisonverlauf weitere Bewährungschancen, konnte aber lediglich ein weiteres Tor und zwei Vorlagen zur Mannschaftsleistung beisteuern, mehrere Spiele verpasste er verletzungsbedingt. Im darauffolgenden Sommer 2023 wurden mehrere Stürmer Bolognas verliehen, so auch Arnautović, Nachverpflichtungen fanden nicht statt. So setzte Trainer Thiago Motta, der ansonsten keinen anderen reinen Mittelstürmer zur Verfügung hatte, Zirkzee von Saisonbeginn an regelmäßig als alleinige Spitze ein. Der mittlerweile 22-Jährige schaffte es mit der Mannschaft phasenweise, zehn Partien in Folge nicht zu verlieren, und schoss in der Hinserie acht Tore. In der Rückrunde blieben sowohl die Leistungen Bolognas wie auch Zirkzees konstant gut, weshalb der Niederländer im März 2024 sogar erstmals für die A-Nationalmannschaft nominiert wurde. Gemeinsam mit seinem Sturmpartner Riccardo Orsolini entwickelte sich der Angreifer zu einem der offensiven Leistungsträger des Teams.

#### Fortsetzung in England
Zur Saison 2024/25 wechselte der Niederländer in die Premier League zu Manchester United, an den er sich bis zum 30. Juni 2029 vertraglich band.

### Nationalmannschaft
Joshua Zirkzee kam als 14-Jähriger im April 2016 zu seinen ersten Länderspielen, als er zwei Einsätze für die U15-Nationalmannschaft bestritt. Zwischen Dezember 2016 und Juni 2017 absolvierte er sechs Länderspiele für die U16-Auswahl, unter anderem bei Turnieren in Portugal und Japan, und erzielte dabei drei Tore. Im Rahmen der Qualifikation für die U17-Europameisterschaft 2018 bestritt der Stürmer im Oktober 2017 zwei Spiele für die U17, nahm aber im Mai 2018 nicht an der EM teil. Seine nächsten Einsätze für sein Land hatte er erst wieder im Herbst 2018, als er siebenmal für die U18-Auswahl spielte. Sein weiterer Weg führte ihn in die U19-Mannschaft, für die er im März 2019 bei drei Qualifikationsspielen zur U19-Europameisterschaft im Einsatz war. Die Qualifikation für die EM in Armenien misslang jedoch. Im weiteren Verlauf des Jahres 2019 stand Zirkzee bei sechs von sieben U19-Länderspielen auf dem Feld und traf in jenen Spielen gleich achtmal ins gegnerische Tor. Für die U20-Auswahl spielte er gar nicht, diese hatte allerdings ohnehin seit November 2019 kein Spiel mehr bestritten, sodass er im Herbst 2020 im Rahmen der Qualifikation zur U21-Europameisterschaft 2021 zu seinen ersten Einsätzen für die U21 der Niederlande kam. Das Team qualifizierte sich für die EM, die aufgrund der Umstände der noch immer grassierenden Corona-Pandemie in zwei Etappen im März bzw. Ende Mai/Anfang Juni ausgetragen wurde. Zirkzee zählte zwar zum 36 Spieler umfassenden vorläufigen Kader für das Turnier, im endgültigen Aufgebot mit 23 Spielern war er jedoch nicht mit dabei.
Ab September 2021 war er jedoch wieder für die U21 der Niederländer im Einsatz. Im Rahmen der Qualifikation für die U21-Europameisterschaft 2023 bestritt er im Herbst 2021 und Juni 2022 neun der zehn Spiele für das Team und erzielte dabei sieben Tore. Zwischenzeitlich war er Kapitän der Mannschaft. Bei der Endrunde des Turniers bestritt der Stürmer alle drei Gruppenspiele, die jeweils unentschieden ausgingen. Gemeinsam mit dem Nachbarn Belgien schieden die Niederländer um Zirkzee, der torlos blieb, nach der Gruppenphase aus. Sein Debüt für die A-Nationalmannschaft gab er am 6. Juli 2024 beim 2:1-Sieg im EM-Viertelfinalspiel gegen die Nationalmannschaft der Türkei mit Einwechslung für Xavi Simons in der 73. Minute. Sein erstes Länderspieltor erzielte Zirkzee in seinem dritten Einsatz beim 5:2-Sieg in der Nations League am 7. September 2024 gegen Bosnien-Herzegowina zum zwischenzeitlichen 1:0.

## Erfolge
International
- Champions-League-Sieger: 2020
- UEFA-Super-Cup-Sieger: 2020 (ohne Einsatz)
- Premier League International Cup: 2019

Deutschland
- Deutscher Meister: 2020, 2021
- DFB-Pokalsieger: 2020
- DFL-Supercup-Sieger: 2020, 2022 (ohne Einsatz)
- Meister der 3. Liga: 2020
- Meister der Regionalliga Bayern: 2019

Auszeichnungen
- U23-Spieler der Saison der Serie A: 2023/24
- Team des Jahres der Serie A: 2024